# Identifikator digitalnega objekta
Identifikator digitalnega objekta (ali okrajšava DOI, iz angleščine za Digital Object Identifier) je enolična in stalna oznaka ali ročica za dokumente, ki obstajajo v elektronski obliki. Uporablja se za iskanje dokumentov, ki so stalno dostopni na internetu, so intelektualna lastnina in so zanimivi za neko znanstveno področje. V nasprotju z URL ta oznaka ni odvisna od lokacije, na kateri se dokument nahaja. Sistem je primerljiv s sistemi ISBN in ISSN, vendar se od njega razlikuje, ker je odvisen od določenih uslug zunanje institucije.
Sistem DOI lahko uporabljamo za vse vrste digitalnih dokumentov v poljubnem okolju. Uporablja se lahko za besedila, slike, video in avdio posnetke, programsko opremo itd. Za sistem je značilno tudi, da omogoča iskanje dokumenta ali posameznega dela v njem (zgled: časopis in članek v njem).
DOI je tudi registrirana blagovna znamka.

## Identifikacija dokumentov
Digitalni objekt se na internetu nahaja na določenem naslovu oziroma strežniku. Ena izmed možnosti za dostop do dokumentov je uporaba URL (predpostavljamo, da se ta ne spreminja). V splošnem imajo naslovi na internetu svojo življenjsko dobo, ki je včasih zelo kratka.
Sistem DOI za identifikacijo dokumentov ne temelji na lokaciji, ampak dokument sam sebe identificira. Vsekakor sama identifikacija dokumenta ni dovolj. Potreben je dostop do vsebine dokumenta, saj ni pomembno vedeti od kod dokument dobimo.
Identifikacijo dokumentov omogoča Mednarodna ustanova DOI (International DOI Foundation), ki kot upravljavec omogoča, da ima sistem vedno trenutni naslov dokumenta. Tako ima vsak dokument prilagojen URL. Ko se lokacija dokumenta spremeni ( s tem pa tudi URL), to ne vpliva na DOI. Prilagoditi se mora samo podatek v DOI bazi podatkov. Pri iskanju dokumenta se uporabi URL, na katerem se v danem trenutku dokument nahaja. Lahko se dokument nahaja tudi na več lokacijah.

## Struktura identifikatorja
Identifikator digitalnega objekta je alfanumerično zaporedje znakov, ki je sestavljeno iz predpone (prefiksa) in pripone (sufiksa).
Zgled: 10.1000/182
kjer je:
10.1000 je predpona:
10 je oznaka direktorija. Oznaka direktorija mora biti numerična, oznake določa agencija ( International DOI Foundation). Sedaj se uporablja samo ena oznaka direktorija, to je oznaka 10. Tako se vsi identifikatorji pričnejo z 10. :1000 je identifikator založnika, ki določa institucijo. (V tem zgledu ta številka pomeni Mednarodno ustanovo DOI)
182 je pripona, ki določa posamezen dokument. (V tem zgledu je to Priročnik za DOI, verzija 4.4.1)
Predpono določi Agencija za registracijo DOI za vsakega prijavitelja. Pripono določi sam prijavitelj, mora pa biti enolična v okviru prepone. Lahko vključi standardne identifikatorje kot so ISBN ali ISSN ali SICI. 
Način navajanja dokumenta na internetu ali v publikaciji je: doi:10.1000/182.

## Iskanje dokumentov
Pri iskanju dokumentov se uporabnik s pomočjo DOI preusmeri na eno ali več lokacij, ki so bile vnešene v zahtevku po iskanju. Zgled: na URL, na določene servise (npr. eletronska pošta) ali na metapodatke.
Dokument lahko tudi dobimo z vpisom naslova
http://dx.doi.org/ in dodamo identifikator DOI.
Za zgornji zgled bi napisali:
http://dx.doi.org/10.1000/182
Lahko pa uporabimo tudi :
http://hdl.handle.net/10.1000/182
Na internetnih straneh lahko vljučimo povezavo na določen dokument z uporabo identifikatorja digitalnega dokumenta na naslednji način Priročnik za DOI.

## Metapodatki
Vsak identifikator digitalnega objekta je povezan s celo vrsto metapodatkov. To je množica bibliografskih in komercialnih informacij, ki so povezane z vsebino (naslov, avtor, datum izdaje, avtorske pravice, cena itd), in povezave z ostalimi izdajami založnika. Metapodatki niso tako enostavni kot string za identifikacijo, ampak zahtevajo močne nosilce za shranjevanje podatkov. 

## Agencije za registracijo
Trenutno je aktivnih osem agencij, ki omogočajo registracijo, kot jih navajajo pri www.doi.org: 
1. CrossRef (USA) - Internetna stran
2. R.R. Bowker (USA) - Internetna stran
3. CAL (Avstralija) - Internetna stran
4. mEDRA (Evropa) - Internetna stran
5. Nielsen BookData (UK) - Internetna stran
6. TIB (Nemčija) - Internetna stran Arhivirano 2012-03-20 na Wayback Machine.
7. Urad za publikacije Evropske unije (EU) - Internetna stran
8. Wanfang Data (Kitajska) - Internetna stran